# Стахив, Владимир Павлович
Влади́мир Па́влович Ста́хив (укр. Володимир Павлович Стахів; 1910, Бзовица, Галиция, Австро-Венгрия — 1971, Мюнхен, ФРГ) — украинский националистический общественный и политический деятель, журналист, дипломат, редактор, публицист, член ОУН. В 1941 году — министр иностранных дел в составе Украинского государственного правления под председательством Ярослава Стецько. Старший брат Е. П. Стахива.

## Биография
Получил образование в Берлине, где активно участвовал в деятельности украинского студенческого движения. В 1929 году примкнул к ОУН. До 1941 года редактировал бюллетень украинской пресс-службы на украинском и немецком языках, информировал иностранных корреспондентов о деятельности украинских эмигрантов.
В 1941 году был назначен ответственным за внешнюю политику (министром иностранных дел) в марионеточном «Украинском государственном правлении» во Львове. Вскоре после роспуска правительства был депортирован в концлагерь Заксенхаузен, где содержался до 1944 года.
В эмиграции проживал в Мюнхене. Числился членом провода Заграничных частей ОУН, Заграничного провода УГОС, Политического совета ОУНз. Некоторое время председательствовал в Союзе украинских журналистов в эмиграции в Германии и Лиге политических заключённых.
Главный редактор газет «Украинская трибуна», «Современная Украина», соредактор журналов «К оружию» и «Современность».